# Pomponio Mela
Pomponio Mela (Tingentera/Iulia Traducta, ... – Roma, dopo il 43) è stato un geografo e scrittore romano.

## Biografia
Poco si sa dell'autore che, con ogni probabilità, nasce in Betica (Spagna) nella colonia romana di Iulia Traducta (identificata da alcuni con Algeciras e da altri con Tarifa) e detta Tingentera (letteralmente "l'altra Tangeri", città che si trovava dall'altro lato delle Colonne d'Ercole nell'odierno Marocco), uno dei membri di quella diaspora italica in provincia spagnola che arrivò ai vertici della società dell'Urbe, forse parente dei Seneca come per esempio anche Lucano.
Se si accetta quest'ultima ipotesi, potrebbe essere vissuto durante il I secolo e, più precisamente, almeno fin nell'età dell'imperatore Claudio, che celebra per la conquista della Britannia del 43, non nominando il trionfo, probabilmente ancora non celebrato.

## De chorographia

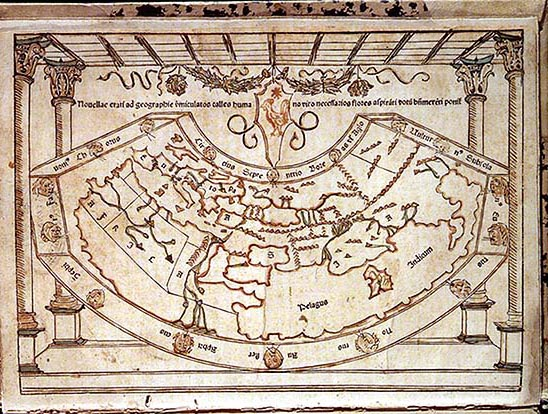
La mappa del mondo di Pomponio Mela secondo Petrus Bertius

Quella di Pomponio Mela è la più antica opera geografica conservata della letteratura latina, pervenuta nei codici con vari titoli: De chorographia ("Descrizione dei luoghi"), Cosmographia ("Descrizione del mondo") o anche De situ orbis ("La posizione della terra"). L'opera, come si può già evidenziare dai suoi titoli, intende descrivere il mondo conosciuto.
Pomponio Mela, nato con molta probabilità al limite massimo delle Colonne d'Ercole, subisce questo fascino per il mondo, i posti remoti e poco conosciuti. Infatti l'opera, secondo un gusto per le favole mitiche e per i fatti e le cose straordinarie, definisce quali possano essere i confini della terra descrivendo i luoghi più lontani: prendendo come punto di riferimento il Mediterraneo e partendo da Gibilterra segue in senso antiorario una descrizione dell'Ecumene, cioè dei luoghi abitati, in particolare quelli lungo le coste, mentre tratta più sommariamente i territori interni.
Pomponio Mela è uno dei più antichi scrittori che parla della Cina, con la definizione: «Seres genus plenum iustitiae» (De chorographia, III, 60), che si potrebbe tradurre "i Cinesi sono un popolo pieno di giustizia" oppure "con un grande rispetto per il diritto". Forse per questo motivo, Pomponio Mela è stato menzionato dal presidente cinese Xi Jinping al suo arrivo in Italia, in un articolo pubblicato in prima pagina sul Corriere della Sera il 23 marzo 2019.